# Попештій-де-Сус (Молдова)
Попештій-де-Сус (рум. Popeștii de Sus) — село у Дрокійському районі Молдови. Утворює окрему комуну.

## Населення
За даними перепису населення 2004 року у селі проживали 1784 особи.
Національний склад населення села:
| Національність       | Кількість осіб | Відсоток   |
| -------------------- | -------------- | ---------- |
| молдавани румуни     | 1755 11        | 98,4% 0,6% |
| росіяни              | 8              | 0,4%       |
| українці             | 7              | 0,4%       |
| болгари              | 1              | 0,1%       |
| інша / без відповіді | 2              | 0,1%       |
| Всього               | 1784           | 100%       |